# Euphorbia miscella
Euphorbia miscella là một loài thực vật có hoa trong họ Đại kích. Loài này được L.C.Leach mô tả khoa học đầu tiên năm 1984.